# Frederik V. Hegel
|  | Ikke at forveksle med sønnesønnen Frederik Hegel |
Niels Frederik Vilhelm Hegel (født 11. maj 1817 i Fredensborg, død 27. december 1887 i København) var en dansk forlagsboghandler, direktør for Gyldendal.

## Virke
Hegel gik som dreng i Borgerdydskolen på Christianshavn og kom efter sin konfirmation (1832) i lære i den Gyldendalske Boghandel, der først benyttede ham i det brünnichske bogtrykkeri, hvis drift den Gyldendalske Boghandels ejer, kancelliråd Jacob Deichmann, en tid forestod. Ved sin ejendommelig stille, men akkurate og dygtige optræden erhvervede Hegel sig hurtig Deichmanns tillid, således at denne allerede i 1838 gjorde ham til forretningsfører for den af ham samme år stiftede Forlagsforening, en stilling, han bevarede i 10 år. Og der blev snart betroet ham endnu mere. Da Deichmann ønskede at trække sig tilbage til privatlivet, overdrog han fra 1. januar 1846 Hegel det Gyldendalske sortiment med dets betydelige papirhandel, hvortil han på Hegels 33årige fødselsdag (1850) endnu føjede hele forlaget. Det Gyldendalske sortiment forsynede en række boghandlere i Danmark, Norge og Sverige ligesom flere norske biblioteker med navnlig udenlandsk litteratur, hvorfor dets altid prompte betalinger i Leipzig ved deres størrelse betød noget. Men Hegels interesser førte ham efterhånden bort fra sortimentet og over til forlagsvirksomhed. 1853 overgav han papirhandelen til en af den Gyldendalske boghandels elever (Julius Faber) og 1877 hele sortimentet til to af sine egne elever (D. Lehmann og C. Stage). Men som denne udskillende bevægelse ikke skete med ét slag, således gik det på lignende måde med forlagsvirksomheden. Hegel associerede sig en tid med andre. 1854 stiftede han sammen med Otto Herman Delbanco, C.G. Iversen og C.C. Lose Forlagsbureauet (1856 trådte Hegels discipel G.E.C. Gad ind i stedet for Iversen); 1857 var han medstifter af Selskabet til Udgivelse af Oehlenschlägers Værker, og sammen med Th. Lind forlagde han flere skrifter. Navnlig fra 1858 voksede imidlertid hans egen forlagsvirksomhed, således at det Gyldendalske Forlag snart kunne betegnes som det største i Norden. Hegels ualmindelige evner som forlægger kom nu til fuld udfoldelse. Mens det tidligere slægtleds digtere, guldaldertidens kreds, så godt som alle var udkommet på C.A. Reitzels Forlag, blev forholdet nu et andet; Hegel knyttede forbindelser ikke alene med den litterære gennembrudstids forfattere: Georg og Edvard Brandes, J.P. Jacobsen, Holger Drachmann og mange andre. Det nøjedes da heller ikke med danske forfattere, mellem hvilke vor litteraturs anseligste, men Hegel knyttede desuden så godt som hele den betydende norske litteratur til sig, hvad der levende blev påskønnet. 
| „ | Tak fra Norge, fra hver Sanger, som du fik i Bur! Du dem alle, alle fanger, flyr de syd en Tur, | “ |

 synger Bjørnstjerne Bjørnson til ham, og han fortsætter om forholdet mellem Danmark og Norge: 
| „ | Mer end alle dyre Vine, «Skandinaver» drak, mer end Noter, franske, fine, gjorde du. | “ |

 Og det var ikke blot som navne i den Gyldendalske forlagskatalog, at forfatterne vare knyttede til Hegel, flere af dem stod i venskabsforhold til ham. Stille og beskeden vidste den flittige og kloge mand at knytte dem til sig ved mere end honorarerne for deres skrifter. Troede han først på et talent, var han udholdende i sin hengivenhed, og i sit hjem i den gamle Gyldendalske gård i Klareboderne ligesom på sin ejendom ved Ordrups Krat kunne han, selv væsentlig tavs, samle en stor og livlig kreds af danske og norske forfattere uden hensyn til deres stilling i modsatte litterære og politiske lejre. Hans hjem var fredlyst; der hvilede våbnene. Også direkte i sit forlag viste han for øvrigt, at han til fulde forstod, at en stor forlagsvirksomhed har litterære forpligtelser. Det kan således ses af den redebonhed, hvormed han 1885 påtog sig forlaget af det store værk, hvori nærværende biografi fremkommer (DBL). Det skal også nævnes, at Christian Walter Bruuns Systematisk Fortegnelse over den danske Litteratur fra 1482 til 1830 (1872 ff.) udkommer på det Gyldendalske Boghandels Forlag.

## Tillidshverv
Hegels store forretningsdygtighed og altid elskværdige optræden blev almindelig anerkendt, og, som naturligt er, blev der da lagt beslag på ham fra forskellige sider, hvor stor ulyst han end havde til på nogen måde at træde op. 1853 blev han således Deichmanns efterfølger som kurator i Vajsenhuset, og fra 1859 var han en af direktørerne i Sparekassen for Kjøbenhavn og Omegn og kasserer for Det Danske Bibelselskab fra 1864. Som naturligt er, blev der, da han 1870 fejrede den Gyldendalske Boghandels 100 års jubilæum, fra mange sider vist ham stor anerkendelse, og det samme skete, da han 1887 fyldte 70 år. 1855 var han blevet universitetsboghandler, 1861 kancelliråd, 1870 Ridder af Dannebrog og æresmedlem af Boghandlerforeningen, 1879 (ved universitetets jubilæum) justitsråd og 1887 etatsråd.
24. januar 1846 havde han ægtet Elisabeth Ulrikke Eleonore Bagge (1811 – 1868), datter af kobberstikker Oluf Bagge. Hegel døde 27. december 1887.
Jacob Deichmann Frederik Hegel, dette ægteskabs eneste barn, blev efter at have uddannet sig som boghandler i farens forretning fra 1. januar 1877 deltager i den, og efter farens død stod han som eneindehaver af det Gyldendalske Forlag.
Han er begravet på Holmens Kirkegård.

## Gengivelser
Der findes portrætmalerier af Anton Dorph 1870, Frants Henningsen og P.S. Krøyer 1884. Tegning af Erling Eckersberg. Litografier hos I.W. Tegner & Kittendorff 1882 og efter Kristian Kongstads tegning 1920. Xylografi 1887 og af Georg Pauli 1884.